# نبل (آلمان)
نبل (به آلمانی: Nebel) یک شهر در آلمان است که در نوردفرایسلند واقع شده‌است.
 نبل  ۹۸۲ نفر جمعیت دارد.